# Flimmerband
Ein Flimmerband (englisch: anti-mirage band) ist ein Gewebeband, das bei großkalibrigen Scharfschützen- oder Sportgewehren der Länge nach über den Lauf gespannt wird. Es leitet Hitze des Laufes zu den Seiten ab, die beim Durchblick durch das Zielfernrohr ein Hitzeflimmern entstehen ließe.
Flimmerbänder werden meist vorne an der Mündungsbremse eingehängt und hinten an der Montage per Klettband befestigt.

Seltener werden Carbonplatten, wie z. B. für AR-15 Systeme mit Picatinny-Schnelladapter, verwendet.

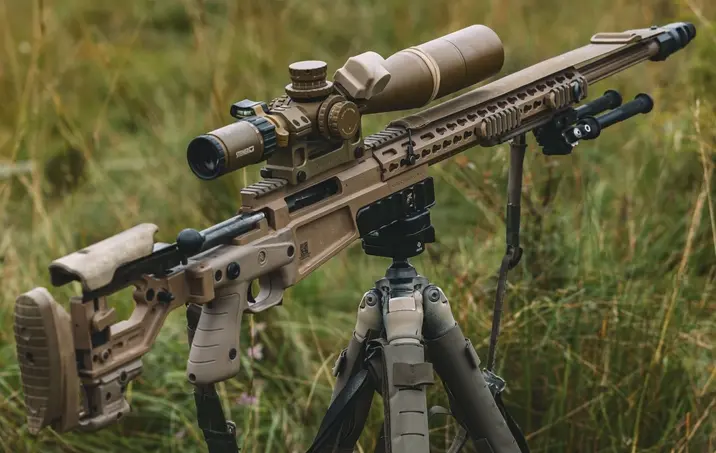
G22A2 mit Flimmerband über dem Lauf
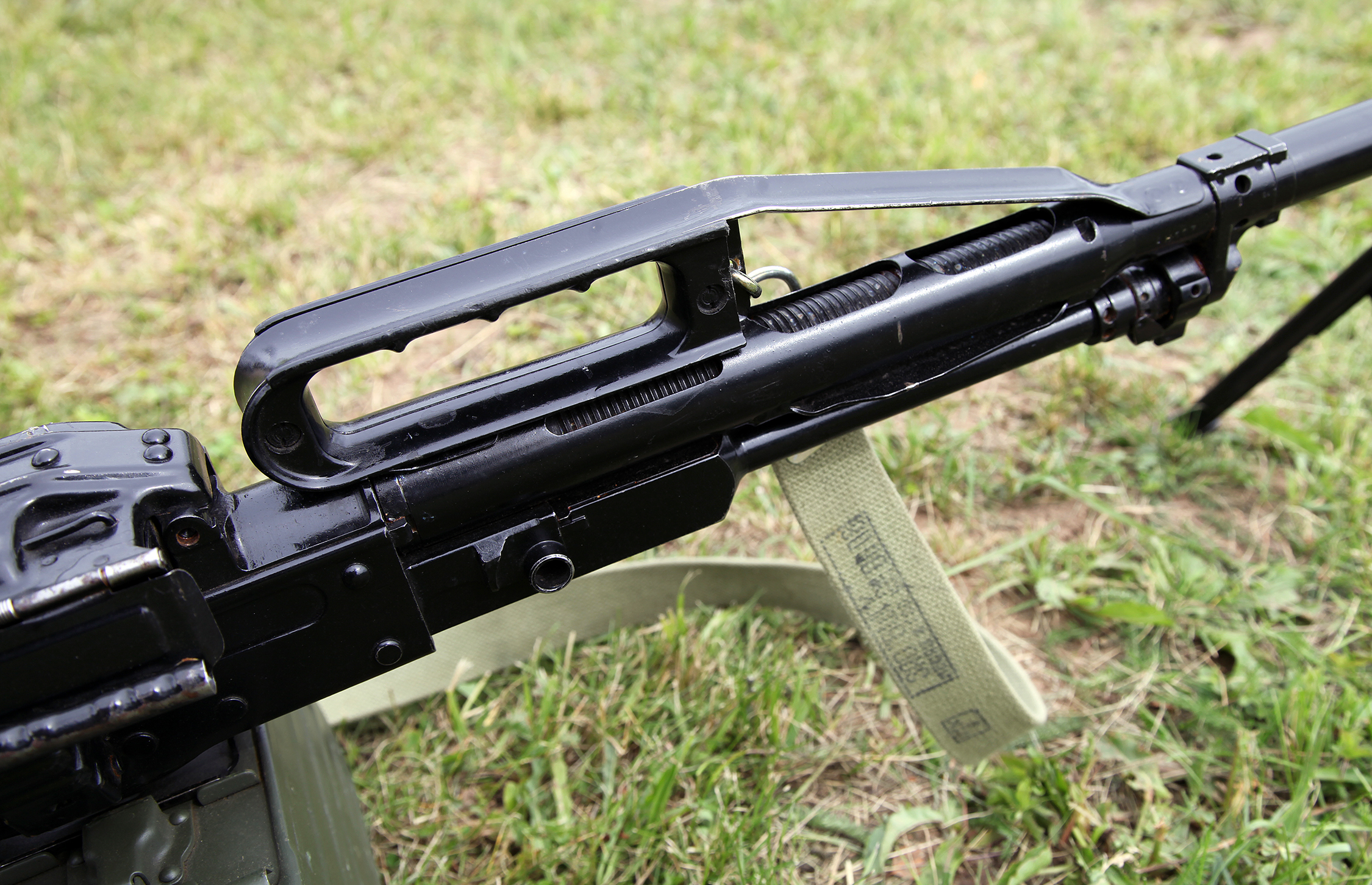
Beim PKP fungiert der Tragegriff als Flimmerband.
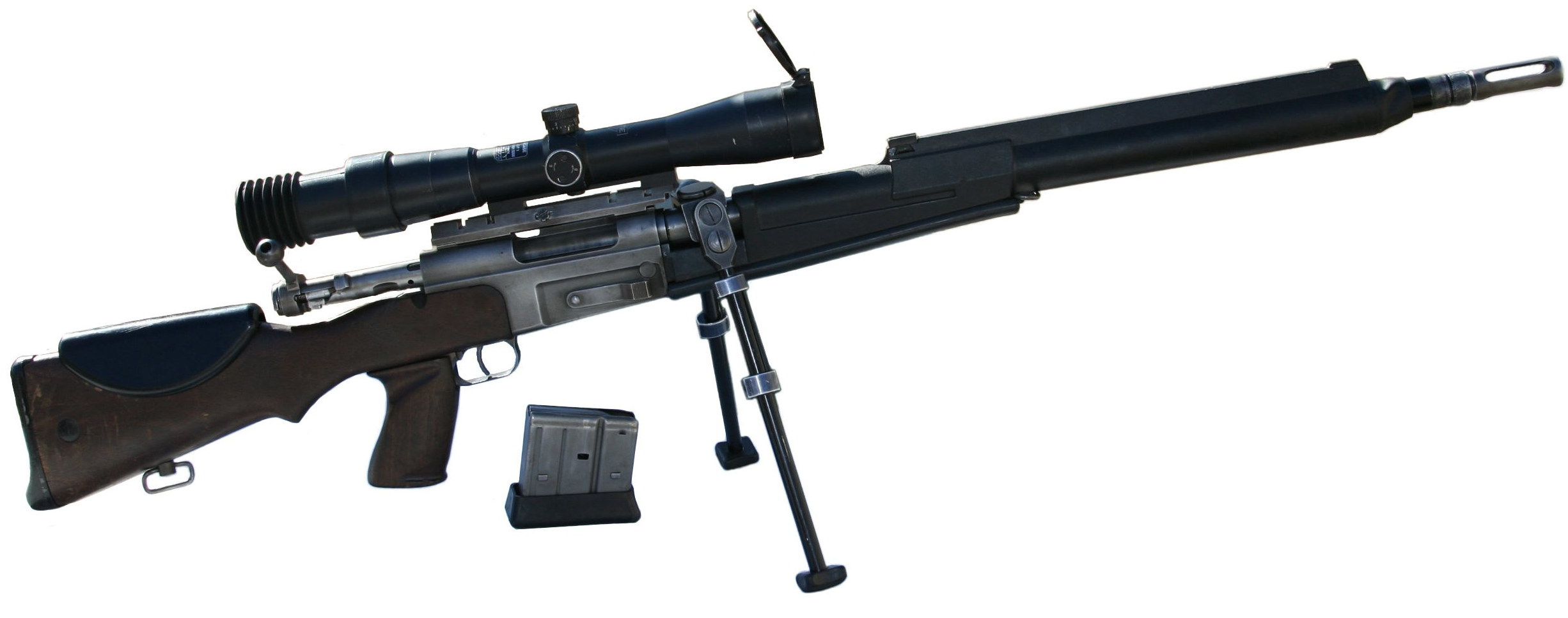
Beim FR-F2 erfüllt eine Polymerummantelung die Funktion eines Flimmerbands.